# Принцип минимальных привилегий
Принцип наименьших привилегий, также известный как принцип минимальных привилегий (англ. Principle of least privilege) или просто минимальные привилегии, в информационной безопасности, информатике и других областях — принцип организации доступа к ресурсам, когда в тот или иной уровень абстракции от вычислительной среды, каждый модуль (такой, как процесс, пользователь или программа, которые мы рассматриваем) должны иметь доступ к такой информации и ресурсам, которые минимально необходимы для успешного выполнения его рабочей цели.
Это означает давать пользователю только те привилегии, которые являются абсолютно необходимыми для того, чтобы сделать свою работу. Например, учётной записи пользователя, который занимается резервным копированием, не нужно устанавливать другое программное обеспечение, кроме того, что ему необходимо для работы. Любые другие привилегии, например как установка программного обеспечения и так далее должны быть заблокированы. Принцип распространяется также на пользователей персонального компьютера дома, где они должны работать в учётной записи обычного пользователя и открывать свою учётную запись администратора (защищённую паролем) только тогда, когда ситуация требует этого.
Применительно к пользователям, принцип наименьшего допуска, означает предоставление пользователям только минимально необходимых возможностей при работе с операционной системой и приложениями.